# Ingeteam

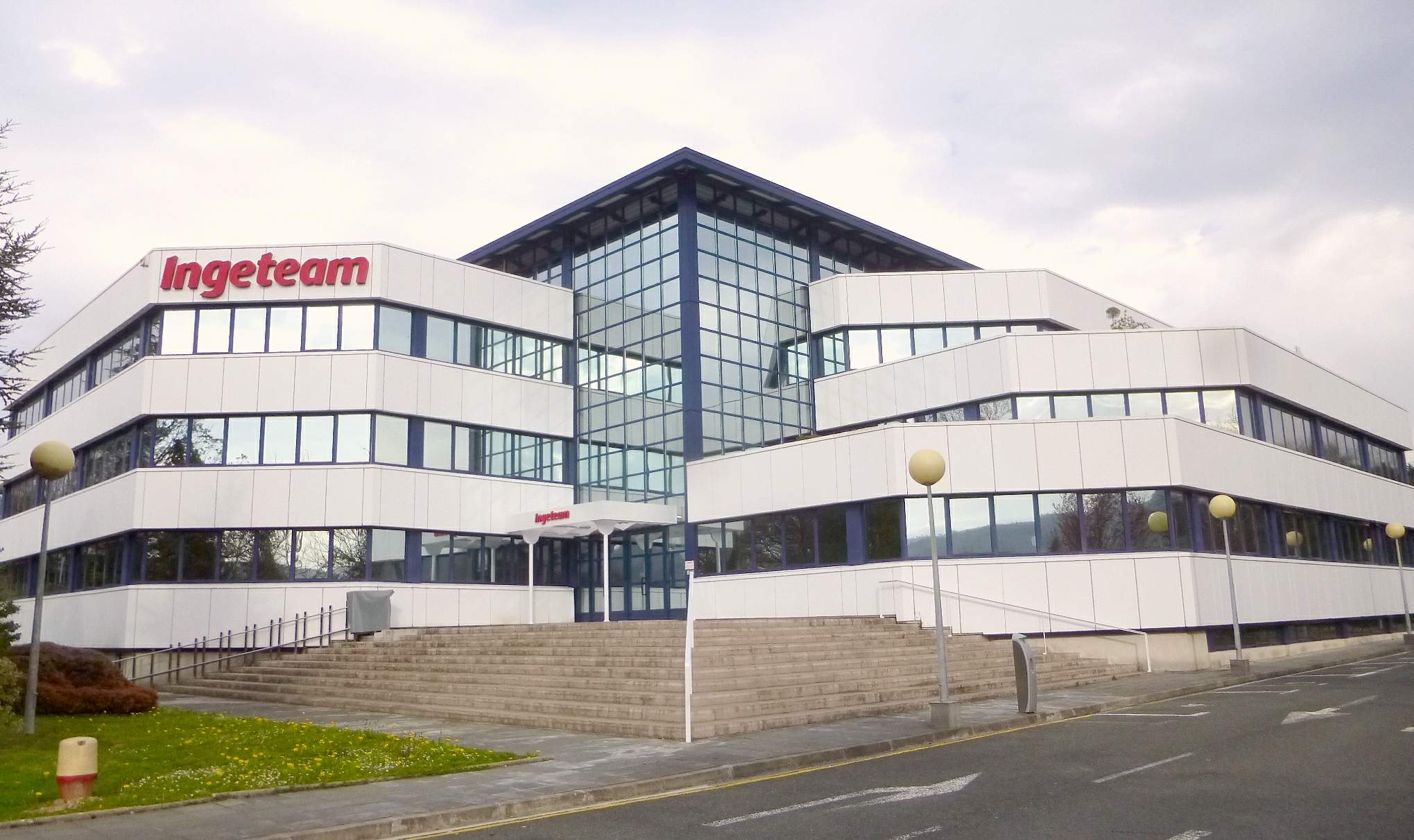
Sede central de Ingeteam en el Parque Científico y Tecnológico de Bizkaia en Zamudio. El edificio acoge también las divisiones Power Technology-Industry y Power Technology-Marine

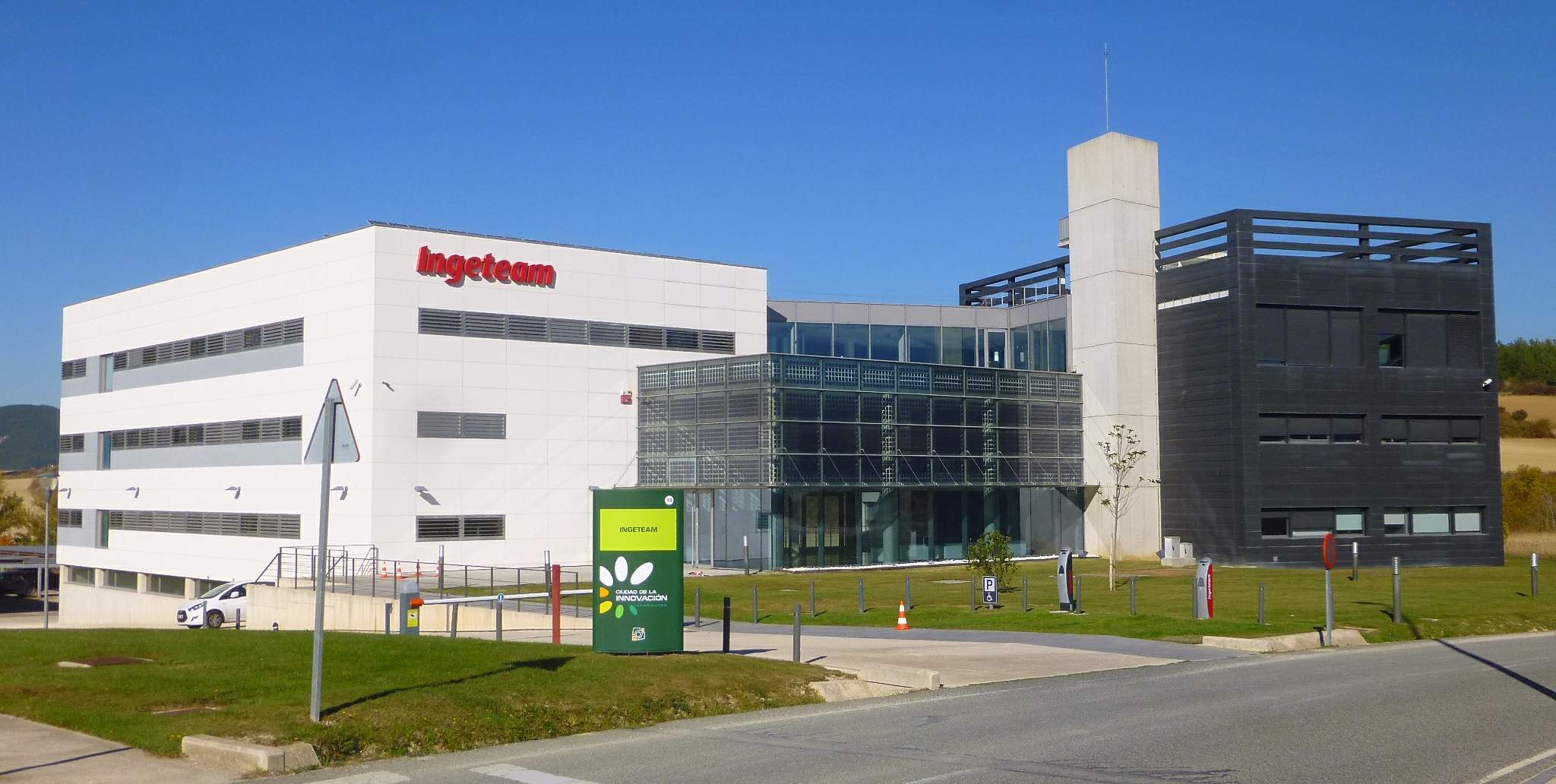
Sede de la división de Ingeteam Power Technology-Energy en el Parque de la Innovación de Navarra en Sarriguren (Egüés, Navarra)

Ingeteam es un grupo empresarial especializado en conversión de energía eléctrica. Desarrolla principalmente equipos de electrónica de potencia, electrónica de control, motores, generadores eléctricos, bombas y motores sumergibles e ingeniería eléctrica.
Aplica sus productos principalmente en estos sectores: energía (hidroeléctrica, eólica y fotovoltaica), industria, naval, tracción ferroviaria, minería, aguas, almacenamiento, hidrógeno verde, movilidad eléctrica y transmisión y distribución de electricidad. Su misión es electrificar un futuro sostenible con sus productos, que comercializa bajo las marcas Ingeteam e Indar, buscando optimizar el consumo, así como maximizar la eficiencia en la generación, el almacenamiento y el transporte de energía.
Opera en todo el mundo, empleando a 3.500 personas aproximadamente. Su actividad está estructurada sobre la base de I+D, actividad a la que destina cada año más del 5% de su facturación.

## Expansión internacional
Vizcaya, Guipúzcoa, Navarra y Albacete en España, Alemania, Estados Unidos, República Checa, Brasil, Francia, Italia, México, China, Australia, Polonia, India, Chile, Reino Unido.

## Historia
El Grupo Ingeteam tiene su origen en el año 1972, en el que se fundó la empresa TEAM (Técnica Electrónica de Automatismo y Medida), que junto con Ingelectric, fundada en 1974, siguieron una trayectoria de desarrollo paralelo, compartiendo dirección y accionariado hasta que se produjo su fusión con el nombre de Ingelectric-Team en 1989. Durante ese periodo ambas empresas compartieron la misma filosofía de desarrollo tecnológico con constantes inversiones en I+D aplicada en dispositivos para medida de magnitudes eléctricas, y en equipos de automatización de procesos y control de máquinas eléctricas.
En la década de los 90 Ingeteam reforzó su apuesta por el desarrollo de sistemas eléctricos y de control para energías renovables, eólica y solar. Además inició el desarrollo internacional abriendo filiales en Alemania, República Checa, China, Brasil y México. En 1997 se produjo la incorporación de Indar al Grupo, empresa fabricante desde 1940 de máquinas eléctricas rotativas: motores, generadores y grupos motor-bomba sumergibles. 
Esta circunstancia le dio al Grupo Ingeteam perspectivas nuevas para abordar nuevos mercados con una oferta tecnológica de soluciones completas para los clientes en sectores como el Naval y el Ferroviario.
El desarrollo de los nuevos mercados y la consolidación del Grupo Ingeteam como líder mundial en sistemas de conversión de energía se concretó a lo largo de la década iniciada en 2001. Así mismo se produjo la expansión geográfica de sus actividades, llegando en la actualidad a tener presencia con filiales y centros productivos en 22 países.
En la actualidad Ingeteam centra sus esfuerzos en el desarrollo de tecnologías que contribuyen a la gestión más eficiente de la energía, favoreciendo anualmente la disminución de emisiones contaminantes mediante el uso de sus  productos. Propone a la sociedad productos, sistemas y servicios que fomenten la electrificación en el transporte, y la generación distribuida de la energía, haciéndola fiable y asequible.
- En la parte de generación eléctrica, mediante sistemas de conversión de energía que son aplicados de manera particularmente intensa en instalaciones de generación de energía eléctrica de origen renovable. 
- En lo que afecta al consumo, con equipos de conversión de energía eficientes que se utilizan para gestionar la transformación de energía eléctrica en múltiples procesos, optimizando el rendimiento global de distintas instalaciones así como el consumo de combustibles fósiles (típicamente diésel y gas) que sea requerido.
- En la electrificación y descarbonización de la sociedad sus sistemas de conversión de energía tienen aplicación directa en la transmisión y distribución eléctrica, dotando a la red eléctrica de inteligencia para permitir la integración de las Energías Renovables y hacer la energía más asequible y fiable para todos.

## Organización
La estructura actual está compuesta por cuatro divisiones. Cada una de ellas a su vez agrupa a varias Unidades de Negocio.
- Energy & Grid Division
- Drives & Automation Division
- Service Division
- Electric Machines & Pump Division

Así Ingeteam Power Technology dispone de 3 divisiones de negocio en los que se reúnen las distintas Unidades de Negocio:
- Energy Generation
- Marine & Industry Systems
- Converters and Automation

En el caso de Indar se estructura en 4 unidades de negocio sectoriales:
- Wind Energy
- Hydro
- CIM
- Submersible Motors & Pumps

Ingeteam Power Technology
Energy Generation
- Centrado en los sectores eólico, solar fotovoltaico, hidroeléctrico, ciclos combinados y cogeneración.
- Se encarga del diseño y la fabricación de convertidores de potencia, generadores eléctricos y equipos de control, y mantenimiento de plantas de generación renovable.

(Ingeteam Power Technology S.A. Energy), con sede en el Parque de la Innovación de Navarra en Sarriguren, Egüés, Navarra. Ingeteam Power Technology S.A. Paneles (Sesma, Navarra), e Ingeteam Service S.A. (Albacete).
Marine & Industry Systems
- Desarrolla proyectos de ingeniería eléctrica y de automatización en el sector industrial, principalmente en el siderometalúrgico.
- Aporta soluciones completas e integradas de generación eléctrica, propulsión eléctrica y control, para todo tipo de buques.

(Ingeteam Power Technology S.A. Industry), con sede en el Parque Científico y Tecnológico de Vizcaya, en Zamudio, Vizcaya e (Ingeteam Power Technology S.A. Marine), con sede en el Parque Científico y Tecnológico de Vizcaya, en Zamudio, Vizcaya.
Converters and Automation
Concentra gran parte del esfuerzo de I+D+i del Grupo para el desarrollo de tecnología en una amplia gama de productos: convertidores de potencia, así como equipos electrónicos para automatización de sistemas industriales y control y protección de redes eléctricas.
(Ingeteam Power Technology S.A. Traction), con sede en el Parque Científico y Tecnológico de Vizcaya, en Zamudio, Vizcaya, (Ingeteam Power Technology S.A. Technology), con sede en el Parque Científico y Tecnológico de Vizcaya, en Zamudio, Vizcaya. Incluye Ingeteam Power Technology S.A. Electronics (Parque Científico y Tecnológico de Vizcaya)
Indar
Wind Energy
Fabrica generadores a los principales fabricantes de turbinas eólicas mundiales y cuenta con un 19 GW de potencia instalada. 
CIM
- En Gas y Vapor centra su actividad en el diseño y la fabricación de generadores de alta eficiencia y valor añadido a los segmentos de cogeneración, biomasa, geotermia e incineración, entre otros.
- Diseño y fabricación de generadores para ser acoplados a motores diésel y motores duales (diésel o gas).

Hydro
- Indar es líder mundial en su sector fabricando generadores síncronos de hasta 80 MVA de potencia unitaria en tensiones de hasta 15 kV.
- Cuenta con importantes referencias en las distintas utilities, IPPs, EPCs e ingenierías de Europa, Latinoamérica, y Norteamérica,
- Dispone de un área dedicada a la rehabilitación y repotenciación de grandes generadores hidroeléctricos de hasta 200 MVA de potencia.

Submersible Motors&Pumps
Desarrolla Bombas y Motores Sumergibles para una amplia gama de bombas y motores centrada en bombeos para trasvases de aguas (limpias y residuales), plataformas offshore (sistemas ballasting/de-ballasting, antincendios etc.), minería e hidroeléctrica entre otras.
Indar Electric S.L. (Beasáin, Guipúzcoa) e Indar Máquinas Hidráulicas S.L. (Beasáin, Guipúzcoa).

## Tecnología e Innovación
La I+D juega un papel fundamental en la compañía, y por eso el 11% de las personas que trabajan en el Grupo Ingeteam están dedicadas a la investigación y al desarrollo. La inversión económica realizada en los últimos años ha ido ligada a un aumento en el número de personas dedicadas a este campo. Así cada año destinan alrededor del 5% de la facturación a esta actividad. Cada año se desarrollan numerosos proyectos de I+D que se convierten en aplicaciones reales y productos que son utilizados por sus clientes. 
Para llevar a cabo estos desarrollos cuentan con un laboratorio pionero ubicado en sus instalaciones de Zamudio y en Beasáin. En los laboratorios se validan las últimas tecnologías en electrónica de potencia y máquinas eléctricas rotativas, aplicables en los sectores de generación y transporte y distribución de energía, transporte ferroviario, propulsión naval e industria. Estas instalaciones posibilitan trabajar con niveles de potencia y tensión iguales a los existentes en las aplicaciones reales, lo que permite optimizar los resultados alcanzados.